# 群丑图
《群丑图》是一部文化大革命时期的漫画作品，大概于1966年底，1967年初出现。是一部以揭露刘少奇、邓小平等“走资派”罪行为表现内容的红卫兵漫画。
漫画作者据介绍是翁如兰（1944年–2012年），中央美院附中毕业生，是历史学家翁独健之女。翁如兰因《群丑图》被捕入狱，缘由是该作品被认为是丑化中央領導人。其入狱后与反中央文革小组入狱坐牢的黎利两人同关一室。

## 内容
画面右下角有“群丑图”三个大字，其右侧落款为“斗争彭、陆、罗、杨反革命修正主义集团筹备处宣”。画面中央上方是坐着轿子手持令牌做发号施令状的刘少奇和坐着敞蓬轿的邓小平，而周围抬轿的，鸣锣开道的，打旗摇扇的，舞枪弄棒的，跑腿跟班的，全是刘邓司令部从中央到地方的黑干将：彭真、陶铸、刘澜涛、杨尚昆、陆定一等。一行人向着资本主义的深渊前行。每个人的模样都极像而又极丑，一看就知道谁是谁，足见画家抓特征的能力。在当时情况下，它打破了中共政治运作的程序规则，提前公告了文革初期的目标所指和刘邓无可挽回的失势，具有政治宣判的传播功能。

### 说明文字
编者按：刘少奇、邓小平、陶铸　　　　　　等一伙是特大号的走资本主义道路的当权派。刘、邓之流的资产阶级反动黑线由来已久，它有深刻的历史根源和阶级根源，它在社会上的流毒和影响绝不能希望在一朝一夕，开几次大会，写几篇文章就能彻底清除。我们务必清醒看到这点。敌人必将完蛋，敌人不打不倒。「宜将剩勇追穷寇，不可沽名学霸王」！「要扫除一切害人虫，全无敌！」敌人不投降，就叫它灭亡！我们要把一切走资本主义道路的当权派，把一切埋在毛主席身边的定时炸弹统统挖出来，打入十八层地狱，叫它们永世不得翻身！打倒刘、邓、陶　　　　！打倒彭、罗、陆、杨、贺！横扫一切牛鬼蛇神！将无产阶级文化大革命进行到底！——东方红 1967年2月22日

### 具体内容及所涉人物
该画人物共39名，排成一队，模仿古代县官出巡的队伍。队伍正在向标有“资本主义”路标的深渊走去，路标上停有一只乌鸦。自画面右下方起始为队首，经画面左方至画面右上方止为队尾。
- 队列中打头阵的是陆定一。举槌敲打标有“阎王殿”字样的铜锣，铜锣发出“教条主义”、“简单化”、“庸俗化”、“实用主义”的响声。

- 三家村：紧随其后的是当时北京市的主要领导吴晗、邓拓和廖沫沙，三人身穿写有“先锋”两字的褂子，分别手举顶有带“彭”字将军盔的《海瑞罢官》《燕山夜话》和《有鬼无害》，当时被合称为“三家村”。
- 四條漢子，语出鲁迅，指阳翰笙、田汉、夏衍、周扬。
  - 在画面中包括吹喇叭的夏衍、周扬，其中夏衍用喇叭吹出“三十年代”，周扬则吹出“王明路线”、“国防文学”、“反对鲁迅”，并敲鼓。
  - 中间是吹喇叭的林默涵和扛着装“鬼戏”的箱子的齐燕铭。
  - 穿着写有“反党”字样的戏衣，手举《谢瑶环》的是田汉；打着写有李秀成之死的招魂幡，夹着《北国江南》的则是阳翰笙。

- 彭真：手捧“二月提纲”条幅，坐在刘仁推着的轆轤車内。
  - 彭真左手边包括陆平、正在写匿名信的严慰冰，和正戴着窃听器接受耳机抄录的杨尚昆。
  - 彭真右手边的是郑天翔和蒋南翔，两人肩扛写有“专斩左派”、“真理面前人人平等”的虎头铡。
  - 在在彭真身后手举车旗的是刘仁。

- 罗瑞卿：断了腿装在筐子里，身后有肖向荣、陈鹤桥、梁必业：正在抬装有罗瑞卿的筐子

- 王光美：戴遮阳帽，穿裙子，戴项链，骑着自行车，左手挎着写有“桃园经验”的挎包，右手手举一支写有“刘”字的令牌，自行车前挂着“刘主席语录”，自行车后架上摞着许多帽子，分别写有“反革命”、“干扰”、“真右派”、“假左派”、“游鱼”、“扒手”、“反党分子”、“小牛鬼蛇神”等字样。
- 刘少奇：坐在轿子里，手举一大把写有“刘”字的令牌。轿子左侧两个上角分别缀有“三自一包”、“三和一少”的缀子，轿子左侧菱形黑底上写有“修养”，轿子顶上挂着写有“资产阶级反动路线”的小旗（有的版本没有），菱形四个边外各写有一个“我”字
  - 薄一波、安子文、李维汉、林枫：给刘少奇抬轿子，薄一波腰间插着经委、建委、计委的公章。

- 贺龙：在刘少奇轿子右手边，身背分别写有“老子英雄”四个字的四面靠旗。

- 邓小平：坐在滑竿上，手拿一把写有“王牌”、“工作队”、“三自一包”等字样的游戏牌。
  - 万里、李井泉、刘澜涛、何长工：给邓小平抬滑竿。李井泉手提鞭子。
  - 刘志坚：在邓小平滑竿左手边，左手提笑脸面具，右臂夹着写有“军队”字样的公文包。
- 吕正操：衣兜里装着罢工条，手托大叠100元钞票正在散发。

- 陶铸：骑着一匹垂头丧气的马，手举写有“保”字的笏。
- 肖望东、王任重和钱信忠。

队伍后面有六面小旗，代表六个反动组织，前面三面分别为“东纠”、“西纠”、“纠”，后面三面分别为“联动”、“红旗军”、“荣复军”。

## 影响
这种人身攻击、人格侮辱的丑化，比历数刘邓什么阶级斗争熄灭论、三自一包、三和一少等罪状的说理批判，更能模糊普通群众的认识，煽动他们的盲目仇恨情绪，对长期处于压抑状态之中的百姓有释放焦虑、宣泄攻击性欲望的作用。该画引起了许多的模仿，得到大面积传播，成为大批判中风靡一时的流行漫画。对当时批判、打倒刘邓的政治运动，起了火上加油、推波助澜的作用。各地红卫兵也依样葫芦画瓢，把本地的大小走资派串在一起，给予集体丑化。其中比较有名的是上海、西安版《群丑图》。

### 评价
- 叶剑英、徐向前、陈毅等老帅大闹怀仁堂时，谭震林曾以此画[注 2]为靶子，抨击红卫兵丑化共产党，运动意图就是要把老干部统统打倒。
- 据称周恩来对此评论说：“这是一幅反动漫画，打击面太宽！”
- 毛泽东也对北京卫戍区司令员傅崇碧说：“不能让这种丑化我们的东西满天飞。”

## 相关或衍生作品
据说造反组织还曾将这些漫画分解成局部（包含个别文革前被打倒的人），集纳编印成册，以《百丑图》为名，广为散发。有的小孩发蒙学漫画，就以此为摹本。文艺界也被搞了一幅百丑图，把当时的演艺明星大腕如梅兰芳、孙道临、王晓棠、白杨、秦怡等悉数网罗其中。甚至一个单位、系统，也搞了本单位、系统针对被打倒、批斗者的《百丑图》，把教书的老师也画上去了。